# Linea di successione al trono del Montenegro

Lo stemma della monarchia montenegrina.

La linea di successione al trono del Montenegro segue il criterio della legge salica.
La monarchia in Montenegro è terminata nel 1918 quando l'Assemblea Podgorica ha votato per unire il Montenegro con il Regno di Serbia. L'attuale pretendente al trono e capo della casa reale è il principe Nikola di Montenegro. 

## Linea di successione
La linea di successione a Nicola del Montenegro è attualmente:
1. Sua altezza reale il principe Boris del Montenegro, nato nel 1980